# 16 mm-es film

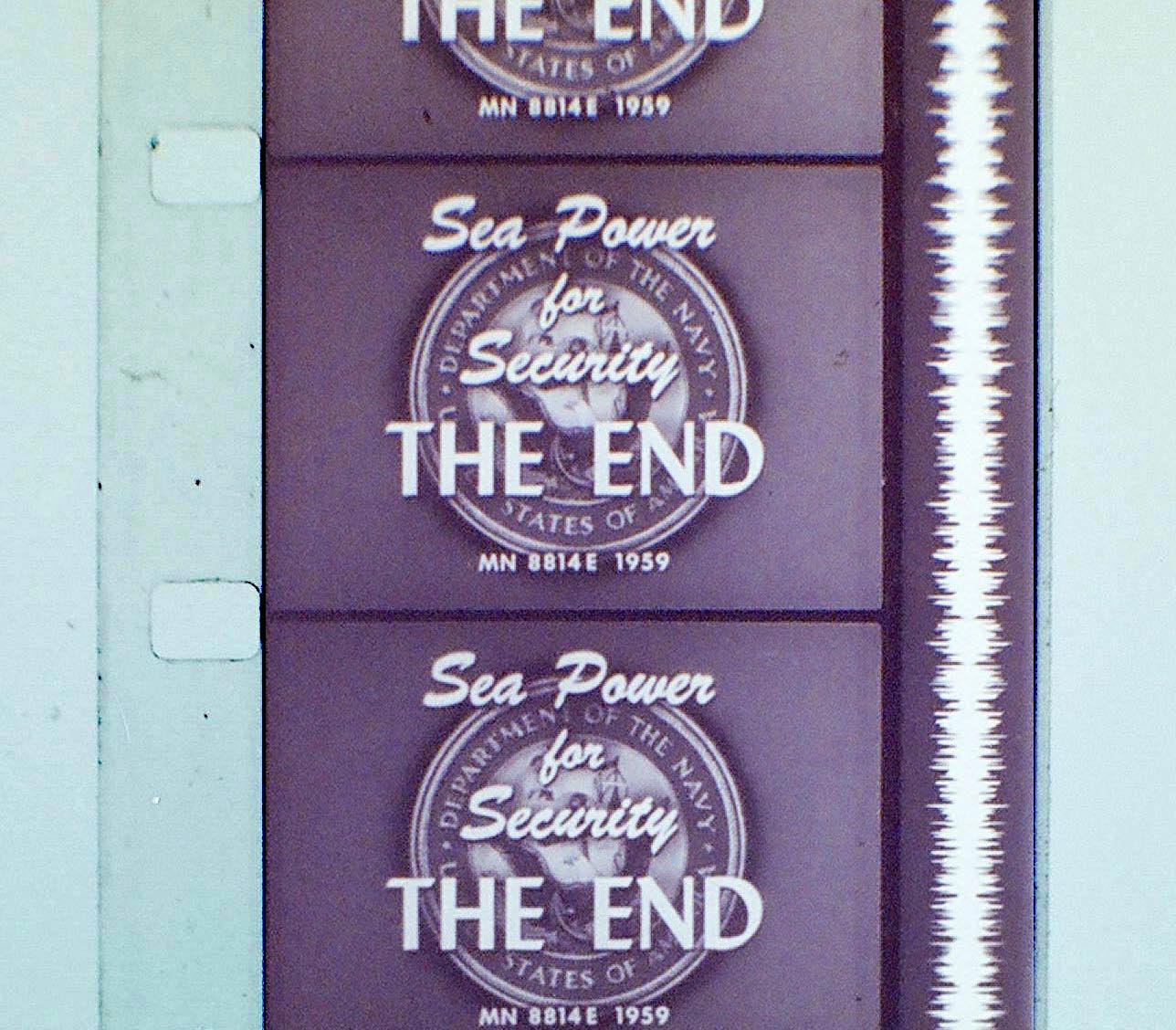
16 mm-es film hangsávval

A 16 mm-es film vagy keskenyfilm egy népszerű, mozifilmek forgatásánál használatos filmformátum.  A 16 milliméter – a filmszalag szélessége.
A 16 mm-es filmet az Eastman Kodak vezette be 1923-ban a hagyományos 35 mm-es formátum olcsó alternatívájaként.
Magyarországon a kisforgalmú, úgynevezett utánjátszó filmszínházak rendszerint 16 mm-es keskenyfilm vetítésére voltak alkalmasak.
Lásd még: 35 mm-es film, 8 mm-es film.